# رادو باربو
رادو باربو (بالرومانية: Radu Barbu)‏ هو لاعب كرة قدم روماني في مركز الدفاع، ولد في 29 أغسطس 1989 في كرايوفا في رومانيا. شارك مع منتخب رومانيا تحت 21 سنة لكرة القدم. أما مع النوادي، فقد لعب مع نادي بترولول بلويشتي ونادي براشوف ويونيفرسيتاتيا كرايوفا.

## وصلات خارجية
- رادو باربو على موقع الاتحاد الأوربي (الإنجليزية)
- رادو باربو على موقع قاعدة بيانات كرة القدم.إي يو (الإنجليزية)
- رادو باربو على موقع Soccerway.com (الإنجليزية)